# Chris Van Puyvelde
Chris Van Puyvelde is een Belgische voetbalcoach. Hij is sportief adviseur bij de Jupiler Pro League.

## Carrière
Van Puyvelde deed zijn eerste ervaring als trainer op bij Standaard Wetteren, dat toen in Derde Klasse voetbalde. Van Puyvelde, sportleraar van opleiding, ontfermde zich nadien over Sint-Niklaas, waar hij de jeugdrangen coördineerde. Begin jaren 90 trok Van Puyvelde als assistent-coach naar KSC Lokeren. De club was net naar Tweede Klasse gedegradeerd toen hij tot hoofdcoach werd gepromoveerd. Van Puyvelde werd uiteindelijk tijdens het seizoen 1994/95 opgevolgd door James Storme. Na Lokeren belandde hij bij Eendracht Aalst. Van Puyvelde werd Technisch Directeur en haalde spelers als Peter Van der Heyden naar Eendracht. Tijdens het seizoen 1997/98 werd trainer Urbain Haesaert ontslagen. Van Puyvelde volgde hem voor een korte periode op.
In 2000 werd René Verheyen, trainer van Club Brugge, terug hulptrainer. De Noor Trond Sollied werd de nieuwe hoofdcoach. Hij haalde Van Puyvelde naar Brugge als zijn tweede assistent. Ook speler Peter Van der Heyden maakte in 2000 de overstap naar Club Brugge. De doortocht van Sollied bleek een gouden zaak te zijn. Van Puyvelde en de Noorse trainer konden het goed met elkaar vinden en bovendien waren ook de resultaten van Club Brugge goed. In 2002 won Club de Beker van België en een seizoen later speelde het elftal kampioen. In die volgorde pakte Club Brugge ook de twee volgende seizoenen de belangrijkste prijzen. In 2005 liet Sollied via een videoboodschap weten dat hij opstapte. Samen met van Puyvelde trok hij naar het Griekse Olympiakos Piraeus.
Sollied en Van Puyvelde stuwden Olympiakos naar de landstitel en Beker van Griekenland. In de UEFA Champions League bleven resultaten uit. Sollied en Van Puyvelde werden in de loop van het tweede seizoen ontslagen. In de zomer van 2007 keerde hij samen met Van Puyvelde en tweede assistent Čedomir Janevski terug naar KAA Gent. Op het einde van het seizoen haalde Gent de finale van de Beker van België, maar verloor die. Sollied hield het voor bekeken en trok naar Heerenveen.
Van Puyvelde volgde hem opnieuw. Heerenveen legde een wisselvallig traject af, maar haalde de finale van de KNVB beker. In de finale versloeg Heerenveen tegenstander FC Twente na strafschoppen. Enkele maanden later werd het contract van Sollied stopgezet. De Noor zat zonder werk en ook Van Puyvelde moest op zoek gaan naar een nieuwe club. Begin 2010 keerde Van Puyvelde terug naar KSC Lokeren, waar hij de assistent werd van trainer Emilio Ferrera. Na het einde van het seizoen werd Ferrera echter vervangen door Peter Maes. Van Puyvelde zelf ging dan aan de slag als hoofdcoach van FC Brussels. Na zijn ontslag eind januari 2011 bij FC Brussels volgde hij Gunther Hofmans op als technisch directeur bij Beerschot AC.
In 2013 werd Van Puyvelde aangesteld als sportief adviseur bij de Jupiler Pro League om het overleg te leiden tussen de profvoetbalclubs in België op sportief en technisch niveau.
In 2019, werd hij technisch directeur voor China.
In 2022, ging hij als technisch directeur voor Marokko naar het Wereldkampioenschap voetbal 2022.